# Якоб Штейнер
Якоб Штейнер (нім. Jakob Steiner; 18 березня 1796 року, Утценсторф поблизу Золотурна, Швейцарія — 1 квітня 1863 року, Берн) — швейцарський математик, засновник синтетичної геометрії кривих ліній і поверхонь 2-го і вищих порядків.

## Біографія
Здобув освіту в Іфертені у Йоганна Песталоцці, в 1818 році вступив до Гейдельберзького університету. Закінчивши там освіту, в 1821 році став вчителювати у Берліні в приватному інституті Пламанна. З 1825 по 1835 роки був учителем математики в берлінському міському промисловому училищі. З 1835 року почав викладання в Берлінському університеті як екстраординарний професор математики.
У 1834 році був обраний членом Берлінської академії. Помираючи в 1863 році в Берні, він заповідав 8000 талерів цій академії наук для премії за твори з синтетичної геометрії.

## Наукові праці
Систематизував ідею проективного утворення складних геометричних образів із простіших. Автор праць: 
- «Систематичний розвиток залежності геометричних образів один від одного» (1832);
- «Геометричні побудови за допомогою прямої лінії та нерухомого кола» (1833).

Його власні роботи з геометрії, частиною поміщені в різних наукових журналах, частиною що залишилися в рукописах, а також його лекції в берлінському університеті склали основу книги «Vorlesungen über Syntetische Geometrie, bearbeitet von Geiser und Schröter», виданої в 1867 році. Антологію його творів «Gesammelte Werke von Jacob Steiner» видав Веєрштрас в Берліні в 1882 році.